# 19e Europese Filmprijzen
De 19e uitreiking van de Europese Filmprijzen waarbij prijzen werden uitgereikt in verschillende categorieën voor Europese films vond plaats op 2 december 2006 in de Poolse hoofdstad Warschau.

## Nominaties en winnaars

#### Beste film
- Das Leben der Anderen
  - Breakfast on Pluto
  - Grbavica
  - The Road to Guantanamo
  - Volver
  - The Wind That Shakes the Barley

#### Beste regisseur
- Pedro Almodóvar – Volver
  - Susanne Bier – Efter brylluppet
  - Emanuele Crialese – Nuovomondo
  - Florian Henckel von Donnersmarck – Das Leben der Anderen
  - Ken Loach – The Wind That Shakes the Barley
  - Michael Winterbottom & Mat Whitecross – The Road to Guantanamo

#### Beste acteur
- Ulrich Mühe – Das Leben der Anderen
  - Patrick Chesnais – Je ne suis pas là pour être aimé
  - Jesper Christensen – Drabet
  - Mads Mikkelsen – Efter brylluppet
  - Cillian Murphy – Breakfast on Pluto & The Wind That Shakes the Barley
  - Silvio Orlando – Il caimano

#### Beste actrice
- Penélope Cruz – Volver
  - Nathalie Baye – Le petit lieutenant
  - Martina Gedeck – Das Leben der Anderen
  - Sandra Hüller – Requiem
  - Mirjana Karanović – Grbavica
  - Sarah Polley – The Secret Life of Words

#### Beste scenario
- Florian Henckel von Donnersmarck – Das Leben der Anderen
  - Pedro Almodóvar – Volver
  - Paul Laverty – The Wind That Shakes the Barley
  - Corneliu Porumboiu – A fost sau n-a fost?

#### Beste cinematografie
- Barry Ackroyd – The Wind That Shakes the Barley
- José Luis Alcaine – Volver
  - Roman Osin – Pride and Prejudice
  - Timo Salminen – Lights in the Dusk

#### Beste filmmuziek
- Alberto Iglesias – Volver
  - Tuomas Kantelinen – Äideistä parhain
  - Dario Marianelli - Pride and Prejudice
  - Gabriel Yared & Stéphane Moucha – Das Leben der Anderen

#### Beste documentaire
- Die große Stille
  - 37 Uses for a Dead Sheep
  - La casa de mi abuela
  - Dreaming by Numbers
  - Maradona, un gamin en or
  - Moadon beit hakvarot
  - Rybak i tantsovshitsa
  - Unser täglich Brot

#### Publieksprijs
- Volver
  - Adams æbler
  - Elementarteilchen
  - L'enfant
  - Štěstí
  - Joyeux Noël
  - Oliver Twist
  - Paradise Now
  - La Marche de l'Empereur
  - Romanzo Criminale
  - Pride and Prejudice
  - Wallace & Gromit: The Curse Of The Were-Rabbit